# Ove Arup

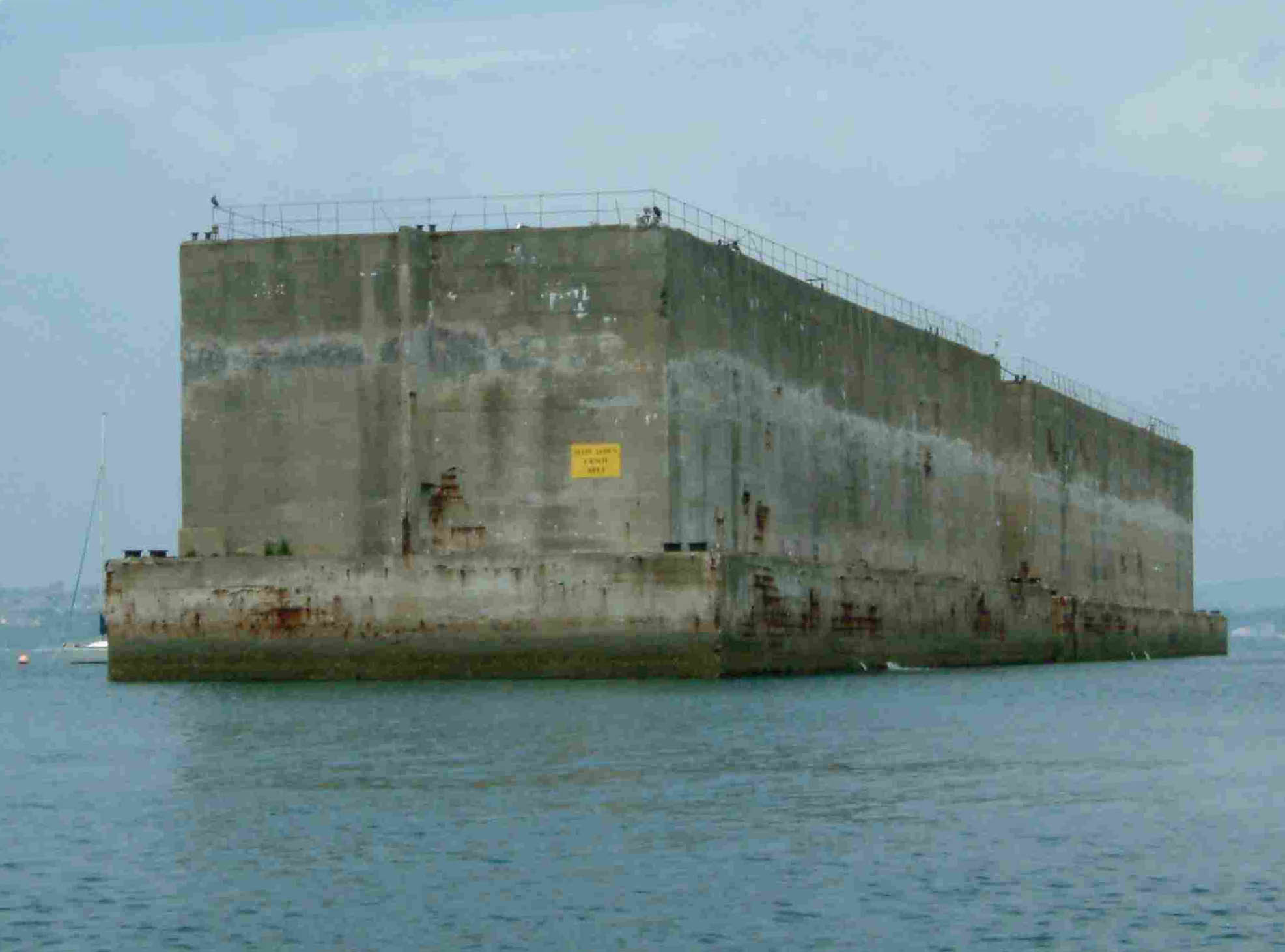
Ett par Phoenixvågbrytare vid Portland Harbour

Mullbärshamn A vid Omaha Beach

Ove Nyquist Arup, född 16 april 1895 i Newcastle i Storbritannien, död 5 februari 1988 i London, var en brittisk ingenjör, som grundade ingenjörsfirman Arup Group Limited.
Ove Arup var son till den danske veterinären Jens Simon Johannes Arup och norskan Mathilde Bolette Nyquist. Han studerade vid internatskolan Sorø akademi i Danmark. År 1913 började han utbilda sig i filosofi på Köpenhamns universitet och 1918 började han läsa till byggnadsingenjör på Danmarks tekniska högskola i Köpenhamn. Han examinerades 1922. 
Ove Arup började arbeta på den danska firman Christiani & Nielsen i Hamburg i Tyskland 1922, och från 1923 på dess kontor i London som chefsingenjör. 
Mellan 1932 och 1937 ritade han Labworth Café, ett kafé för strandpromenaden i turistorten Canvey Island. Därefter var han på London-ingenjörsfirman J. L. Kier & Co som chef och chefskonstruktör 1934–1938. År 1938 grundade han med sin kusin Arne Arup ingenjörsfirman "Arup & Arup Limited".
Han spelade under andra världskriget en viktig roll i utformningen av temporära mullbärshamnar, vilka användes vid invasionen i Normandie i juni 1944. Dessa var en typ av provisoriska hamnar, som utvecklades för att lossa gods på invasionsstränderna under den allierade invasionen. Prefabricerade militära hamnar forslades i sektioner över Engelska kanalen.
Ove Arup var ansvarig för konstruktionen av Operahuset i Sydney i Australien från projektstarten 1957 till dess byggnationen avslutades 1973. 
Han var gift sedan 1925 med Ruth Sørensen.